# Obyvatelstvo Ruska

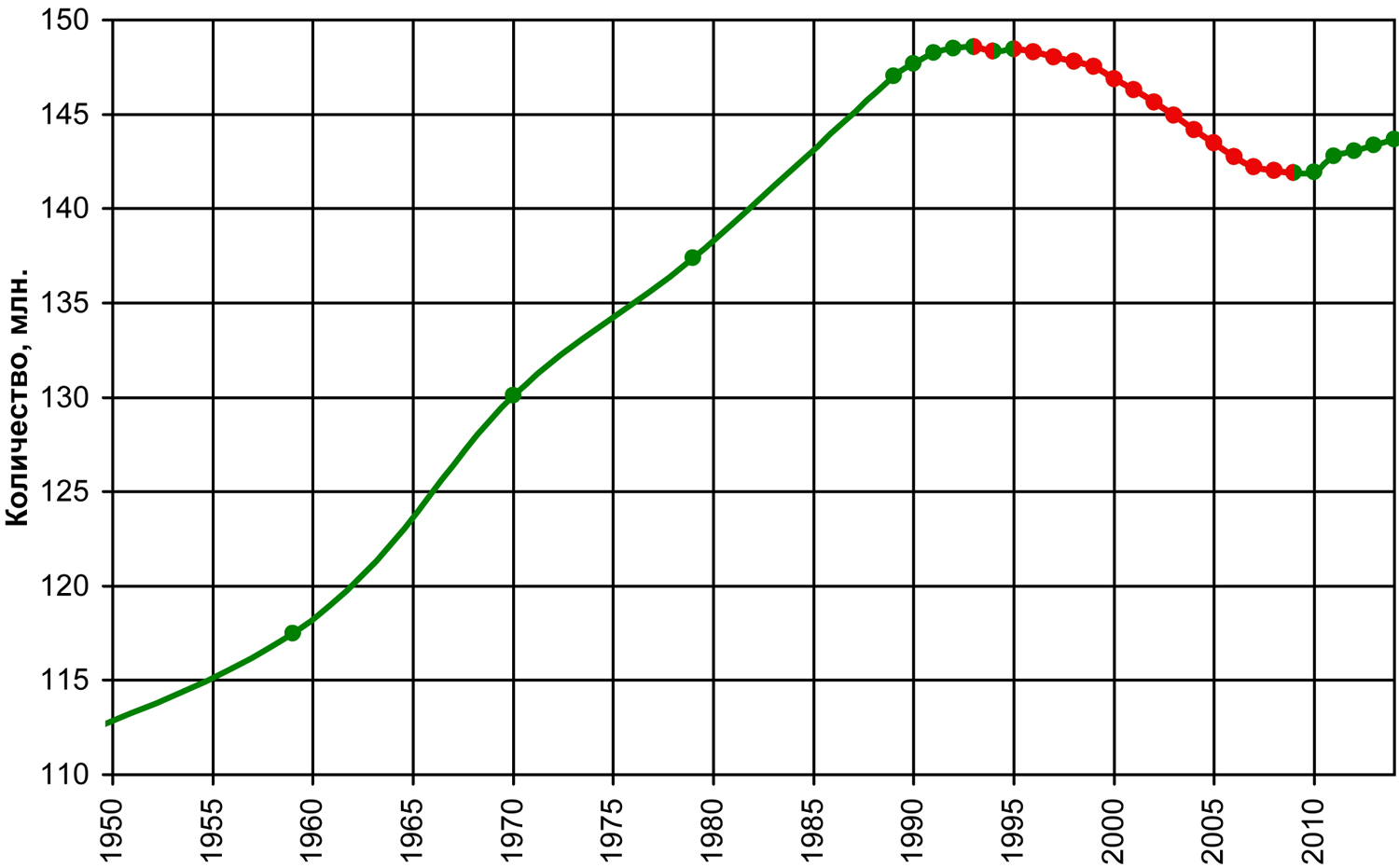
Graf vývoje počtu obyvatel Ruska

Počet obyvatel Ruské federace je k roku 2024 uváděn jako 143 957 000. Rusko je stabilně na 9. místě v počtu obyvatel na světě. Na 8. místě je Bangladéš (o přibližně 25 mil. více) a na 10. místě Japonsko (o přibližně 15 mil. méně).
Některé zdroje uvádějí počet obyvatel Ruska vyšší: 146 až 147 miliónů. Ve vyšších číslech je zahrnut i počet obyvatel Ruskem anektovaného poloostrova Krym, který má přibližně 2,3 mil. obyvatel. Mezinárodně ale není Krym uznán jako součást Ruské federace. V důsledku (od února 2022) trvajícího konfliktu Ruska s Ukrajinou, kdy strany konfliktu neuvádějí přesná data padlých nebo uvádějí záměrně zkreslená data, je počet obyvatel Ruska obtížné zjistit přesně.
Nejvyššího počtu obyvatel dosáhlo Rusko (resp. RSFSR) v roce 1991, a to 148 689 000, těsně před rozpadem Sovětského svazu, pak začala populace klesat tempem 0,5 % ročně kvůli klesající míře porodnosti, stoupající úmrtnosti a emigraci. Na druhé straně ale v 90. letech probíhal silný příliv etnických Rusů z postsovětských zemí do Ruska, který částečně kompenzoval nepříznivou demografickou situaci.
V prvním desetiletí 21. století začal pokles obyvatel zpomalovat. Od roku 2009 (po 15 letech) Rusko zaznamenalo i mírný růst počtu obyvatel. Posledním rokem růstu byl rok 2019 (růst o 0,06%). Následovalo negativní ovlivnění počtu obyvatel pandemií covidu-19 a následně vojenským konfliktem. Od roku 2020 zaznamenávalo Rusko každoročně mírný pokles obyvatel (-0,32 %, 2024).
Dle sčítání 2010 tvoří etničtí Rusové 81 % celkového obyvatelstva, zatímco dalších šest národů překračuje počet 1 milion – Tataři (3.9 %), Ukrajinci (1.4 %), Baškirové (1.1 %), Čuvaši (1 %), Čečenci (1 %) a Arméni (0.9 %). Celkově žije v Rusku 160 různých etnických skupin. Téměř šest milionů lidí nedeklarovalo žádnou národnost – kontrastuje to s přibližně jedním milionem v roce 2002. Je to proto, že tito lidé byli sčítáni z administrativních databází (ne osobně) a nemohli tedy udat svou národnost. Procentuální podíl národností byl vypočítán ze složení celé populace za předpokladu, že skupina lidí, která neudala svou národnost, je etnicky stejně složená jako ti, kdo národnost udali.
Sčítání lidu z roku 2010 je možno považovat za nejnovější údaje, protože očekávané sčítání lidu v roce 2020 se neuskutečnilo. Poslanci Státní Dumy schválili zákon, kterým se prodlužuje doba mezi sčítáními na 20 let.
Hustota zalidnění Ruska je 8,4 obyvatel na km², což dělá z Ruska jednu z nejřidčeji osídlených zemí na světě. Hustota je nejvyšší v evropské části Ruska, především v oblasti Moskvy a Petrohradu. 74% obyvatelstva žije ve městech.

## Hlavní trendy

Procentuální zastoupení etnických Rusů dle regionu (2010)
>80%
70—79%
50—69%
20—49%
<20%

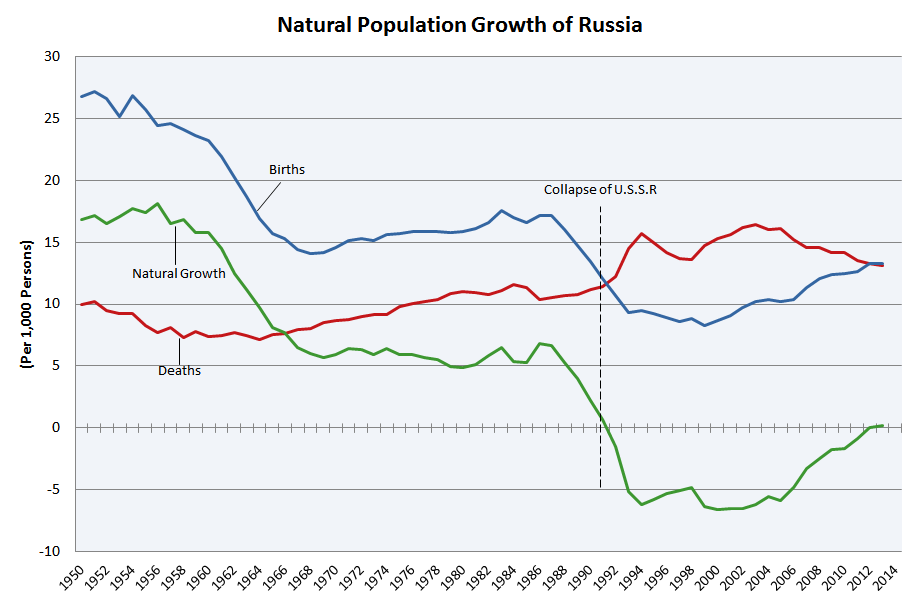
Přirozený přírůstek (úbytek) obyvatelstva Ruska po roce 1950.
Porodnost
Úmrtnost
Přirozený přírůstek (úbytek)

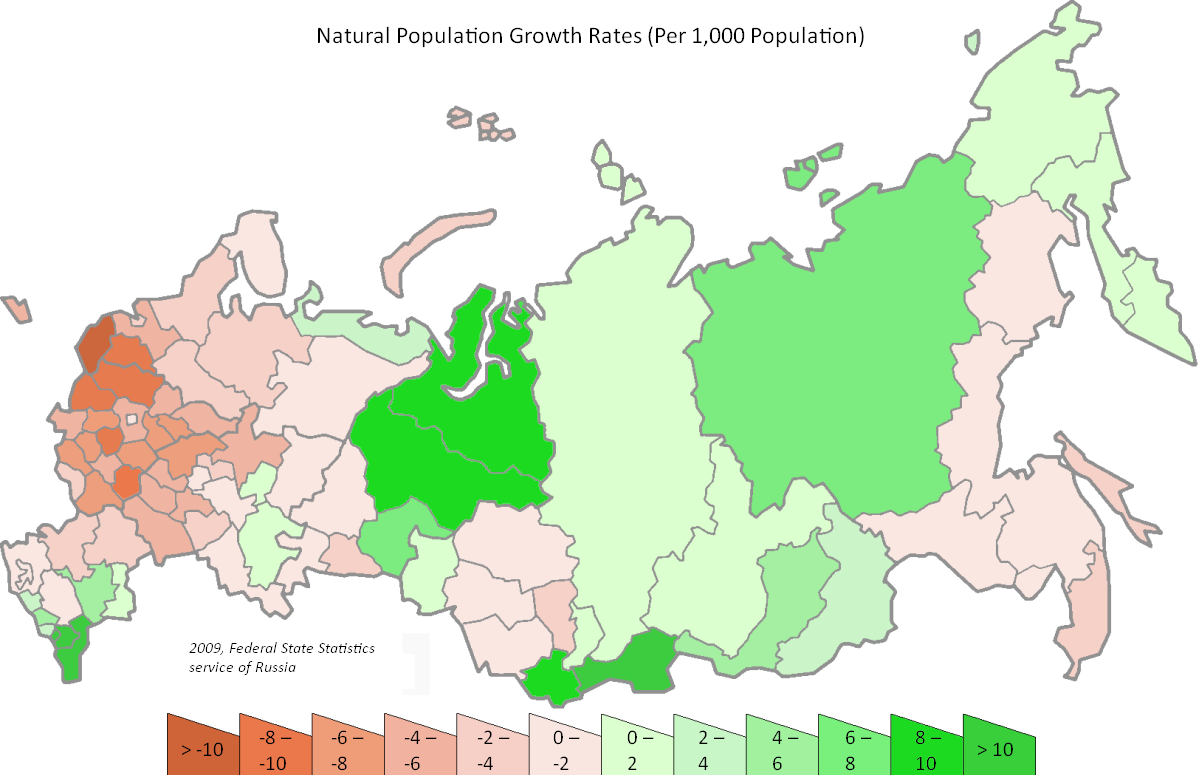
Přirozená změna obyvatelstva (na 1 000 obyvatel) podle regionu v roce 2009.

Počet obyvatel Ruska dosáhl vrcholu (148 689 000) v roce 1991, těsně před rozpadem SSSR. Nízká porodnost a abnormálně vysoká úmrtnost způsobily pokles obyvatelstva roční měrou 0.5%, v absolutním vyjádření 750 000 – 800 000 lidí ročně až do roku 2006. OSN v roce 2005 varovala, že počet obyvatel Ruska se může snížit z tehdejších 143 milionů o třetinu do roku 2050, pokud se ukazatele nezlepší. Ale Ruský státní statistický úřad (Rosstat) zveřejnil v roce 2009 mnohem optimističtější předpovědi, podle střední varianty se má počet obyvatel Ruska snížit na 139 milionů do roku 2030 (nízký: 127 milionů; vysoký: 147 milionů). Navíc mezi lety 2009 a 2019 se obnovil růst počtu obyvatel.
Počet Rusů žijících v chudobě se snížil na polovinu oproti 90. letům, když byla země postižena krizí, a rozvíjející se ekonomika měla pozitivní dopad na nízkou porodnost, která vzrostla z nejnižší hodnoty 8,27 narozených dětí na 1000 obyvatel v roce 1999 na 12,6 na 1000 obyvatel v roce 2011. Podobně i míra plodnosti vzrostla z 1,16 (1999) na 1,61 (2011). Rok 2007 se vyznačoval nejvyšším růstem porodnosti za předchozích 25 let. Na srovnání, v USA byla porodnost v roce 2011 12,7 na 1000 obyvatel. Zatímco porodnost v Ruské federaci je srovnatelná, ne-li dokonce vyšší než v jiných rozvinutých zemích, úmrtnost je mnohem vyšší (především u mužů v produktivním věku pro abnormálně vysoký počet úmrtí způsobených kardiovaskulárními chorobami a vnějšími příčinami smrti, jako například otravy alkoholem, sebevraždy apod.). Úmrtnost v Rusku byla v roce 2011 13,5 na 1000 obyvatel (v USA 8,1 na 1000 obyvatel).
Oznámení o opatřeních vlády s cílem zastavit pokles obyvatelstva bylo důležitou součástí projevu Vladimira Putina o stavu země v roce 2006. Byl představen národní program s cílem zastavit pokles obyvatelstva do roku 2020. Brzy nato studie z roku 2007 odhalila, že pokles populace se začal zpomalovat: zatímco přirozený úbytek od ledna do srpna 2006 představoval 408 200 lidí, ve stejném období roku 2007 byl jen 196 600. Ve stejném období roku 2007 bylo v Rusku zaznamenáno něco přes jednoho milionu porodů (981 600 v roce 2006), zatímco úmrtí poklesla z 1 475 000 na 1 402 300. Úmrtí převýšila narození 1,3krát, což představuje pokles z 1,5-násobku v roce 2006. Osmnáct z 83 provincií zaznamenalo přirozený přírůstek (2006: 16). Ruské ministerstvo pro ekonomický rozvoj zveřejnilo prognózu,[kdy?] že do roku 2020 se populace stabilizuje na 138 – 139 milionech, a do roku 2025, znovu poroste na dnešních 143–145 milionů, současně očekávaná délka života vzroste na 75 let.
Lze konstatovat, že k roku 2025 byl národní program představený V. V. Putinem s cílem zastavit úbytek obyvatel naplněn, a to dříve než byl předpoklad (rok 2020). Už od roku 2009 začal nejdříve mírný (0,05 %), poté vyšší (0,30 % v roce 2016) nárůst obyvatel, a to až do roku 2019. Naopak nepredikovatelný byl nástup pandemie covidu-19 a válečný konflikt, které opět měly negativní vliv na demografický vývoj.
Přirozený úbytek pokračoval ve zpomalování v letech 2008–2012 díky klesající úmrtnosti a rostoucí porodnosti, dokonce v roce 2009 zaznamenalo Rusko růst obyvatelstva po 15 letech (o 23 000). V září 2009 Ministerstvo zdravotnictví a sociálního rozvoje Ruské federace zveřejnilo zprávu, že v srpnu 2009 byl zaznamenán dokonce přirozený přírůstek obyvatelstva, kdy počet narozených převýšil počet zemřelých o 1 000. V dubnu 2011 ruský premiér Vladimir Putin (v té době se připravující na prezidentské volby, ve kterých se chtěl vrátit do úřadu prezidenta) přislíbil investovat velké množství finančních prostředků na zvýšení porodnosti o 30 procent do roku 2015 oproti roku 2006 a současně na prodloužení délky života ze 69 na 71 let.

## Populační statistiky

Věková pyramida Ruské federace podle sčítání lidu v roce 2010.

### Hustota zalidnění
8,4 lidí na kilometr čtvereční (sčítání 2010)

### Míra urbanizace
74 % městské obyvatelstvo, 26 % venkovské (sčítání 2010)

### Růst počtu obyvatel
0.15% (2011)

### Mediánový věk
Celkově: 38,8 let

Muži: 36.1 let

Ženy: 41.1 let (2009)

### Poměr pohlaví
Při narození: 105 mužů/100 žen

Do 15 let: 105 mužů/100 žen

15-64 let: 92 mužů/100 žen

65 +: 46 mužů/100 žen

Celkově: 86 mužů/100 žen (2009)

### Současný přírůstek

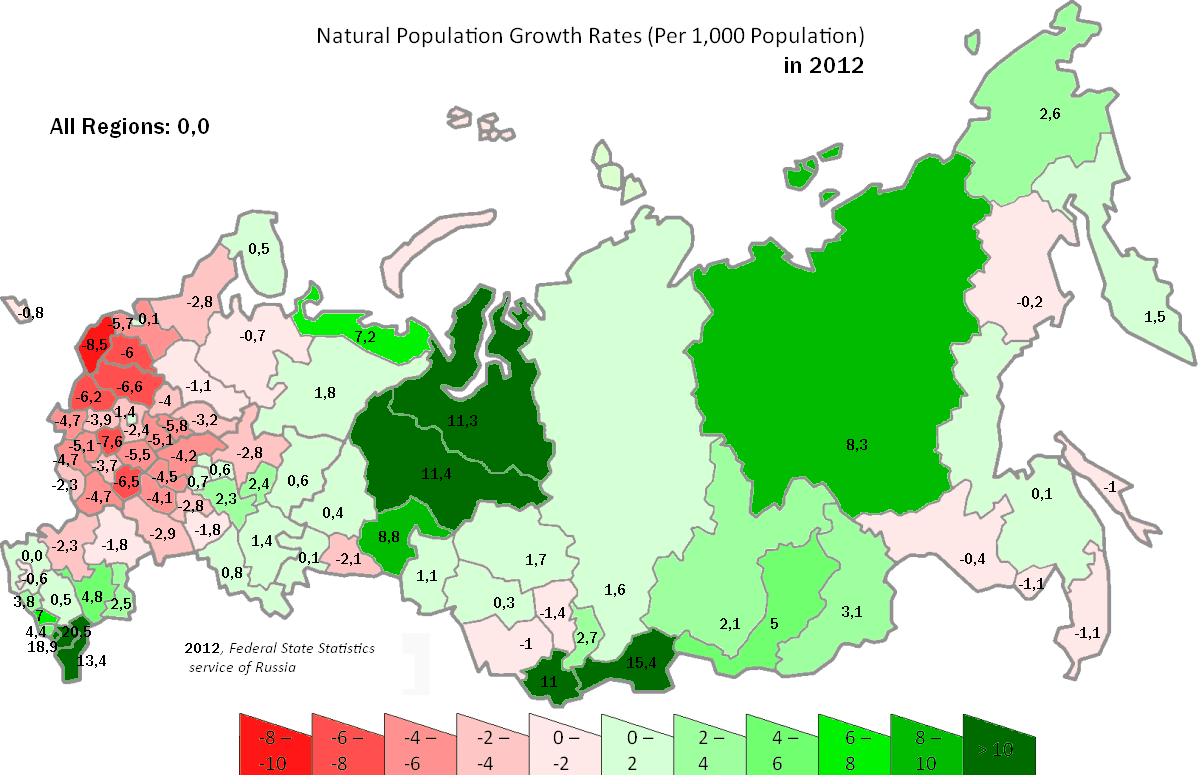
Mapa znázorňující přirozený přírůstek v regionech Ruské federace (2012).

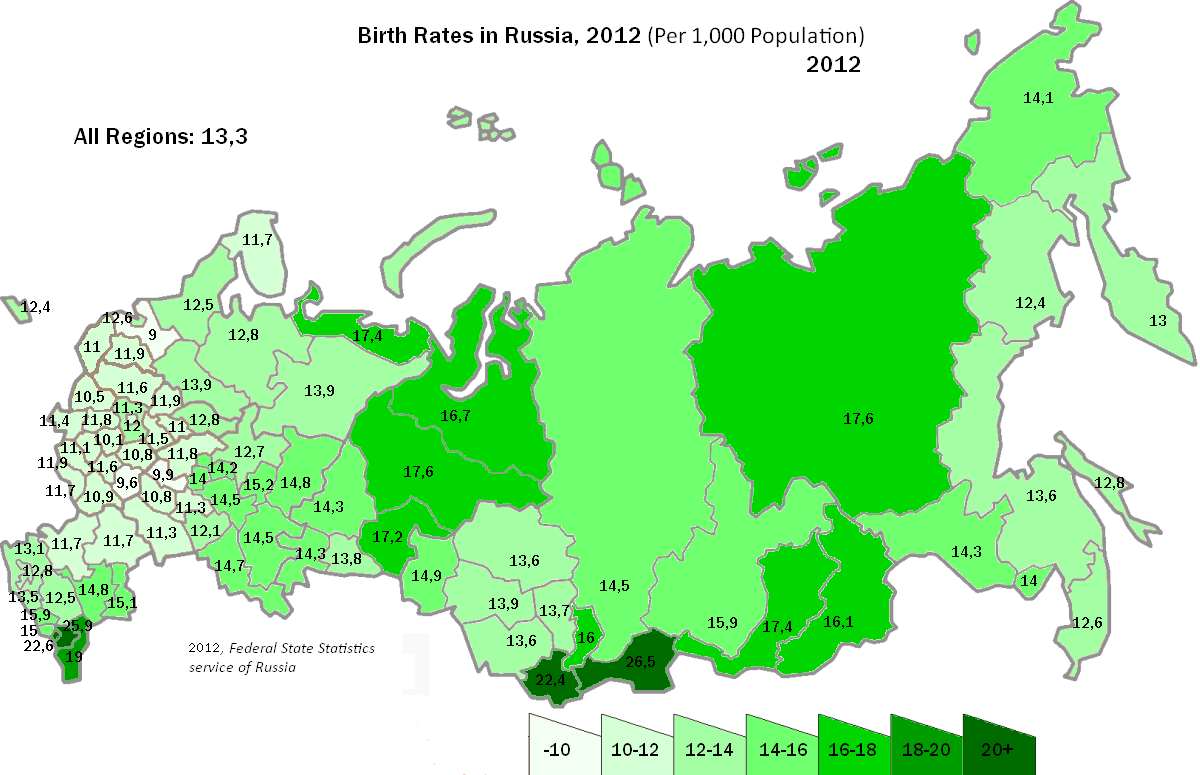
Porodnost v subjektech Ruska (2012).

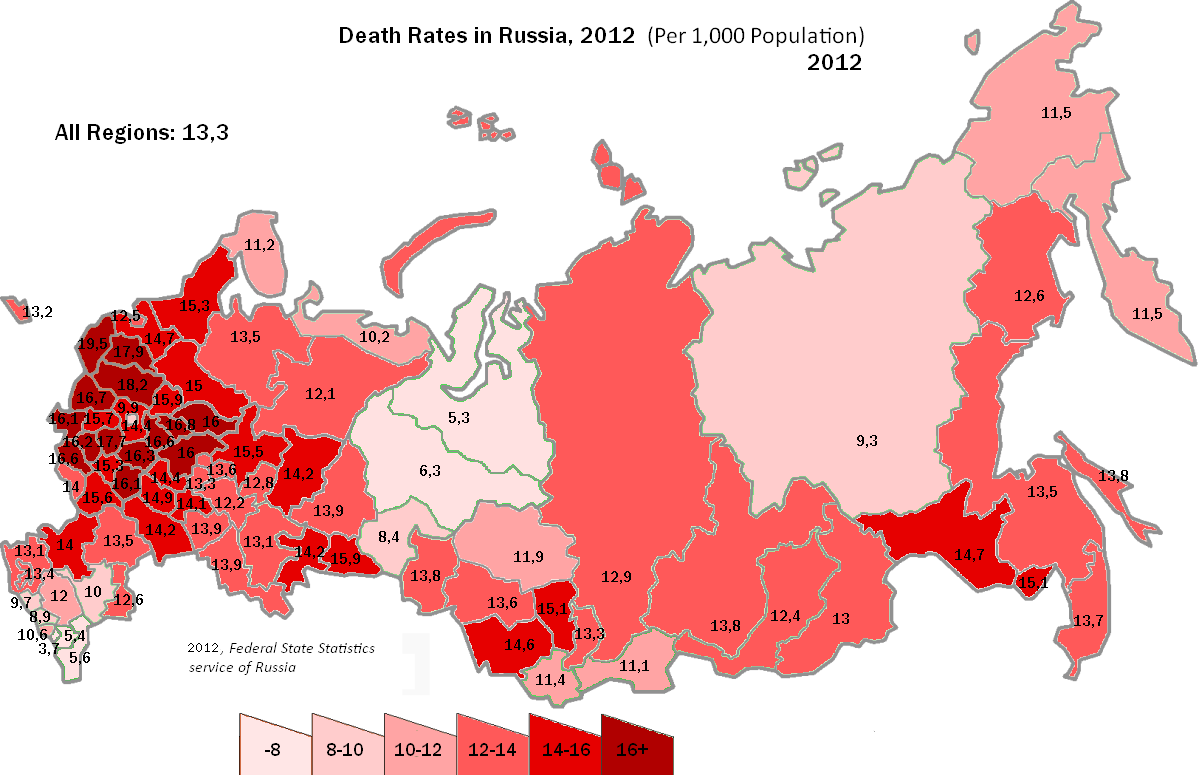
Úmrtnost v subjektech Ruska (2012).

Počet narozených v lednu 2013 oproti lednu 2012 vzrostl o 15 140.
- Počet narozených v lednu 2014 = ▲ 143 790

- Počet narozených v lednu 2013 = ▲ 158 930

Porodnost za leden-prosinec 2012 byla 13,3 narozených na 1 000 obyvatel oproti 12,6 ve stejném období v roce 2011.
- Počet narozených v lednu-prosinci 2011 = ▲ 1 793 828

- Počet narozených v lednu-prosinci 2012 = ▲ 1 896 263

Počet zemřelých v lednu 2013 oproti lednu 2012 vzrostl o 15 104.
- Počet zemřelých v lednu 2012 = ▼ 165 630

- Počet zemřelých v lednu 2013 = ▲ 180 734

Úmrtnost za leden-prosinec 2012 byla 13,3 na 1 000 obyvatel, oproti 13,3 ve stejném období v roce 2011.
- Počet zemřelých v lednu-prosinci 2011 = ▼ 1 925 036

- Počet zemřelých v lednu-prosinci 2012 = ▼ 1 898 836

Celkový přirozený přírůstek za leden-prosinec 2012 byl -0,02 na 1000 obyvatel oproti -1,0 na 1000 ve stejném období roku 2011.
- Přirozený přírůstek za leden-prosinec 2011 = ▲- 131 208

- Přirozený přírůstek za leden-prosinec 2012 = ▲- 2 573

- Přirozený přírůstek v lednu 2012 = ▼- 21 840

- Přirozený přírůstek v lednu 2013 = ▼- 21 804

Přirozený přírůstek v roce 2012 byl dosažen ve 40 subjektech (z toho 18 republik) Ruské federace oproti 28 (z toho 16 republik) v roce 2011:
| Leden-prosinec 2012                     | Porodnost/2012 | Porodnost/2011 | Úmrtnost/2012 | Úmrtnost/2011 |
| Severokavkazský federální okruh         | 17,4 ▲         | 17,3 ▲         | 8,2 ▼         | 8,4 ▼         |
| --------------------------------------- | -------------- | -------------- | ------------- | ------------- |
| Čečensko                                | 25,9 ▼         | 28,9 ▼         | 5,4 ▲         | 5,3 ▼         |
| Ingušsko                                | 22,6 ▼         | 25,9 ▲         | 3,7 ▼         | 4,1 ▼         |
| Dagestán                                | 19,0 ▲         | 18,1 ▼         | 5,6 ▬         | 5,6 ▼         |
| Kabardsko-Balkarsko                     | 15,9 ▲         | 14,9 ▲         | 8,9 ▼         | 9,4 ▲         |
| Severní Osetie                          | 15,0 ▲         | 14,5 ▬         | 10,6 ▼        | 10,8 ▼        |
| Karačajsko-Čerkesko                     | 13,5 ▲         | 13,1 ▲         | 9,7 ▬         | 9,7 ▲         |
| Stavropolský kraj                       | 12,5 ▲         | 11,8 ▼         | 12,0 ▼        | 12,3 ▼        |
| Uralský federální okruh                 | 15,1 ▲         | 14,2 ▲         | 12,6 ▼        | 12,7 ▼        |
| Chantymansijský autonomní okruh – Jugra | 17,6 ▲         | 16,4 ▼         | 6,3 ▼         | 6,5 ▼         |
| Ťumeňská oblast                         | 17,2 ▲         | 16,1 ▼         | 8,4 ▼         | 8,6 ▼         |
| Jamalo-něnecký autonomní okruh          | 16,7 ▲         | 15,6 ▼         | 5,3 ▼         | 5,4 ▼         |
| Čeljabinská oblast                      | 14,3 ▲         | 13,6 ▲         | 14,2 ▼        | 14,2 ▼        |
| Sverdlovská oblast                      | 14,3 ▲         | 13,5 ▲         | 13,9 ▼        | 14,1 ▼        |
| Kurganská oblast                        | 13,8 ▲         | 12,7 ▼         | 15,9 ▲        | 15,7 ▼        |
| Sibiřský federální okruh                | 14,9 ▲         | 14,1 ▲         | 13,6 ▼        | 13,8 ▼        |
| Tuva                                    | 26,5 ▼         | 27,1 ▲         | 11,1 ▲        | 10,9 ▼        |
| Altajská republika                      | 22,4 ▼         | 22,5 ▲         | 11,4 ▼        | 12,2 ▲        |
| Burjatsko                               | 17,4 ▲         | 16,9 ▲         | 12,4 ▼        | 12,6 ▲        |
| Zabajkalský kraj                        | 16,1 ▲         | 15,4 ▲         | 13,0 ▼        | 13,2 ▼        |
| Chakasie                                | 16,0 ▲         | 15,1 ▼         | 13,3 ▼        | 13,5 ▼        |
| Irkutská oblast                         | 15,9 ▲         | 15,3 ▲         | 13,8 ▼        | 14,0 ▼        |
| Omská oblast                            | 14,9 ▲         | 13,5 ▼         | 13,8 ▲        | 13,5 ▼        |
| Krasnojarský kraj                       | 14,5 ▲         | 13,5 ▲         | 12,9 ▼        | 13,1 ▼        |
| Novosibirská oblast                     | 13,9 ▲         | 13,1 ▲         | 13,6 ▼        | 13,6 ▼        |
| Kemerovská oblast                       | 13,7 ▲         | 12,7 ▼         | 15,1 ▼        | 15,5 ▲        |
| Tomská oblast                           | 13,6 ▲         | 13,1 ▼         | 11,9 ▼        | 12,2 ▼        |
| Altajský kraj                           | 13,6 ▲         | 12,7 ▲         | 14,6 ▼        | 14,6 ▼        |
| Dálněvýchodní federální okruh           | 13,9 ▲         | 13,2 ▼         | 13,0 ▼        | 13,4 ▼        |
| Sacha                                   | 17,6 ▲         | 17,1 ▼         | 9,3 ▬         | 9,3 ▼         |
| Amurská oblast                          | 14,3 ▲         | 13,5 ▼         | 14,7 ▬        | 14,7 ▼        |
| Čukotský autonomní okruh                | 14,1 ▲         | 13,7 ▲         | 11,5 ▲        | 11,1 ▼        |
| Židovská autonomní oblast               | 14,0 ▲         | 14,1 ▲         | 15,1 ▼        | 15,3 ▼        |
| Chabarovský kraj                        | 13,6 ▲         | 12,9 ▲         | 13,5 ▼        | 14,6 ▲        |
| Kamčatský kraj                          | 13,0 ▲         | 12,4 ▼         | 11,5 ▼        | 12,0 ▼        |
| Sachalinská oblast                      | 12,8 ▲         | 11,8 ▼         | 13,8 ▼        | 14,1 ▼        |
| Přímořský kraj                          | 12,6 ▲         | 11,9 ▲         | 13,7 ▼        | 14,1 ▼        |
| Magadanská oblast                       | 12,4 ▲         | 11,5 ▼         | 12,6 ▼        | 12,9 ▼        |
| Povolžský federální okruh               | 13,2 ▲         | 12,4 ▼         | 13,9 ▼        | 14,4 ▼        |
| Udmurtsko                               | 15,2 ▲         | 14,3 ▲         | 12,8 ▼        | 13,4 ▼        |
| Permský kraj                            | 14,8 ▲         | 14,0 ▼         | 14,2 ▼        | 14,7 ▼        |
| Orenburská oblast                       | 14,7 ▲         | 13,8 ▼         | 13,9 ▼        | 14,3 ▼        |
| Baškortostán                            | 14,5 ▲         | 13,7 ▲         | 13,1 ▼        | 13,4 ▼        |
| Tatarstán                               | 14,5 ▲         | 13,4 ▲         | 12,2 ▼        | 12,4 ▼        |
| Marijsko                                | 14,2 ▲         | 13,0 ▼         | 13,6 ▼        | 14,1 ▼        |
| Čuvašsko                                | 14,0 ▲         | 12,9 ▼         | 13,3 ▼        | 13,5 ▼        |
| Kirovská oblast                         | 12,7 ▲         | 11,8 ▲         | 15,5 ▼        | 15,8 ▼        |
| Samarská oblast                         | 12,1 ▲         | 11,5 ▲         | 13,9 ▼        | 14,4 ▼        |
| Nižněnovgorodská oblast                 | 11,8 ▲         | 11,0 ▲         | 16,0 ▼        | 16,4 ▲        |
| Saratovská oblast                       | 11,3 ▲         | 10,7 ▼         | 14,2 ▼        | 14,5 ▼        |
| Uljanovská oblast                       | 11,3 ▲         | 10,8 ▼         | 14,1 ▼        | 14,8 ▲        |
| Penzenská oblast                        | 10,8 ▲         | 10,1 ▲         | 14,9 ▼        | 15,2 ▼        |
| Mordvinsko                              | 9,9 ▲          | 9,5 ▼          | 14,4 ▼        | 14,8 ▼        |
| Jižní federální okruh                   | 12,6 ▲         | 11,8 ▼         | 13,4 ▼        | 13,7 ▼        |
| Astrachaňská oblast                     | 15,1 ▲         | 14,2 ▼         | 12,6 ▼        | 13,0 ▼        |
| Kalmycko                                | 14,8 ▲         | 14,5 ▲         | 10,0 ▼        | 10,1 ▼        |
| Krasnodarský kraj                       | 13,1 ▲         | 12,2 ▲         | 13,1 ▼        | 13,6 ▼        |
| Adygejská republika                     | 12,8 ▲         | 12,5 ▼         | 13,4 ▼        | 13,8 ▲        |
| Volgogradská oblast                     | 11,7 ▲         | 11,1 ▼         | 13,5 ▼        | 13,8 ▼        |
| Rostovská oblast                        | 11,7 ▲         | 10,9 ▼         | 14,0 ▼        | 14,2 ▼        |
| Severozápadní federální okruh           | 12,2 ▲         | 11,5 ▼         | 13,8 ▼        | 14,0 ▼        |
| Něnecký autonomní okruh                 | 17,4 ▲         | 15,0 ▲         | 10,2 ▼        | 10,4 ▲        |
| Komijská republika                      | 13,9 ▲         | 13,0 ▲         | 12,1 ▼        | 12,3 ▼        |
| Vologdská oblast                        | 13,9 ▲         | 12,9 ▼         | 15,0 ▼        | 15,7 ▼        |
| Archangelská oblast                     | 12,8 ▲         | 12,2 ▲         | 13,5 ▼        | 13,8 ▼        |
| Petrohrad                               | 12,6 ▲         | 11,7 ▼         | 12,5 ▼        | 12,7 ▼        |
| Karelská republika                      | 12,5 ▲         | 12,0 ▼         | 15,3 ▲        | 14,7 ▼        |
| Kaliningradská oblast                   | 12,4 ▲         | 11,8 ▼         | 13,2 ▼        | 13,3 ▼        |
| Novgorodská oblast                      | 11,9 ▲         | 11,5 ▼         | 17,9 ▼        | 18,4 ▼        |
| Murmanská oblast                        | 11,7 ▲         | 11,4 ▲         | 11,2 ▼        | 11,5 ▼        |
| Pskovská oblast                         | 11,0 ▲         | 10,5 ▼         | 19,5 ▲        | 19,4 ▼        |
| Leningradská oblast                     | 9,0 ▲          | 8,7 ▲          | 14,7 ▼        | 14,8 ▼        |
| Centrální federální okruh               | 11,4 ▲         | 10,8 ▼         | 13,9 ▼        | 14,0 ▼        |
| Kostromská oblast                       | 12,9 ▲         | 12,3 ▲         | 16,0 ▼        | 16,6 ▼        |
| Kurská oblast                           | 12,0 ▲         | 11,6 ▼         | 16,6 ▼        | 16,9 ▼        |
| Jaroslavská oblast                      | 12,0 ▲         | 11,2 ▲         | 15,9 ▬        | 15,9 ▼        |
| Moskevská oblast                        | 12,0 ▲         | 11,1 ▲         | 14,3 ▼        | 14,4 ▲        |
| Kalužská oblast                         | 11,9 ▲         | 10,8 ▼         | 15,7 ▲        | 15,5 ▲        |
| Bělgorodská oblast                      | 11,7 ▲         | 11,0 ▼         | 14,1 ▬        | 14,1 ▲        |
| Vladimirská oblast                      | 11,6 ▲         | 10,8 ▲         | 16,6 ▼        | 17,2 ▲        |
| Tverská oblast                          | 11,6 ▲         | 11,0 ▼         | 18,2 ▼        | 18,8 ▼        |
| Lipecká oblast                          | 11,8 ▲         | 10,7 ▼         | 15,3 ▲        | 15,2 ▼        |
| Brjanská oblast                         | 11,5 ▲         | 10,9 ▼         | 16,2 ▲        | 16,1 ▼        |
| Moskva                                  | 11,4 ▲         | 10,7 ▼         | 9,8 ▲         | 9,7 ▼         |
| Orjolská oblast                         | 11,2 ▲         | 10,5 ▼         | 16,3 ▬        | 16,3 ▼        |
| Ivanovská oblast                        | 11,1 ▲         | 10,4 ▲         | 16,8 ▼        | 17,0 ▼        |
| Voroněžská oblast                       | 11,0 ▲         | 10,2 ▼         | 15,6 ▼        | 16,0 ▼        |
| Rjazaňská oblast                        | 10,8 ▲         | 10,2 ▼         | 16,4 ▼        | 16,5 ▲        |
| Smolenská oblast                        | 10,6 ▲         | 10,5 ▲         | 16,7 ▼        | 16,8 ▼        |
| Tulská oblast                           | 10,2 ▲         | 9,5 ▼          | 17,7 ▼        | 17,8 ▼        |
| Tambovská oblast                        | 9,7 ▲          | 9,3 ▲          | 16,2 ▼        | 16,5 ▼        |

### Saldo migrace
2,24 migrantů / 1 000 obyvatel (2011)

## Demografické charakteristiky

### Před druhou světovou válkou
V období před 2. světovou válkou nejsou vedeny žádné přesné statistiky. Andrejev udělal následující odhad:
|      | Střední stav obyvatelstva | Živě narození | Zemřelí   | Přirozený přírůstek | Hrubá míra porodnosti (na 1 000) | Hrubá míra úmrtnosti (na 1 000) | Přirozený přírůstek (na 1 000) | Úhrnná míra plodnosti | Očekávaná délka života (muži) | Očekávaná délka života (ženy) |
| ---- | ------------------------- | ------------- | --------- | ------------------- | -------------------------------- | ------------------------------- | ------------------------------ | --------------------- | ----------------------------- | ----------------------------- |
| 1927 | 94,596,000                | 4,688,000     | 2,705,000 | 1,983,000           | 49.6                             | 28.6                            | 21.0                           | 6.729                 | 33.7                          | 37.9                          |
| 1928 | 96,654,000                | 4,723,000     | 2,589,000 | 2,134,000           | 48.9                             | 26.8                            | 22.1                           | 6.556                 | 35.9                          | 40.4                          |
| 1929 | 98,644,000                | 4,633,000     | 2,819,000 | 1,814,000           | 47.0                             | 28.6                            | 18.4                           | 6.227                 | 33.7                          | 38.2                          |
| 1930 | 100,419,000               | 4,413,000     | 2,738,000 | 1,675,000           | 43.9                             | 27.3                            | 16.7                           | 5.834                 | 34.6                          | 38.7                          |
| 1931 | 101,948,000               | 4,412,000     | 3,090,000 | 1,322,000           | 43.3                             | 30.3                            | 13.0                           | 5.626                 | 30.7                          | 35.5                          |
| 1932 | 103,136,000               | 4,058,000     | 3,077,000 | 981,000             | 39.3                             | 29.8                            | 9.5                            | 5.093                 | 30.5                          | 35.7                          |
| 1933 | 102,706,000               | 3,313,000     | 5,239,000 | -1,926,000          | 32.3                             | 51.0                            | -18.8                          | 4.146                 | 15.2                          | 19.5                          |
| 1934 | 102,922,000               | 2,923,000     | 2,659,000 | 264,000             | 28.7                             | 26.1                            | 2.6                            | 3.566                 | 30.5                          | 35.7                          |
| 1935 | 102,684,000               | 3,577,000     | 2,421,000 | 1,156,000           | 34.8                             | 23.6                            | 11.3                           | 4.305                 | 33.1                          | 38.4                          |
| 1936 | 103,904,000               | 3,899,000     | 2,719,000 | 1,180,000           | 37.5                             | 26.2                            | 11.4                           | 4.535                 | 30.4                          | 35.7                          |
| 1937 | 105,358,000               | 4,377,000     | 2,760,000 | 1,617,000           | 41.5                             | 26.2                            | 15.3                           | 5.079                 | 30.5                          | 40.0                          |
| 1938 | 107,044,000               | 4,379,000     | 2,739,000 | 1,640,000           | 40.9                             | 25.6                            | 15.3                           | 4.989                 | 31.7                          | 42.5                          |
| 1939 | 108,785,000               | 4,329,000     | 2,600,000 | 1,729,000           | 39.8                             | 23.9                            | 15.9                           | 4.907                 | 34.9                          | 42.6                          |
| 1940 | 110,333,000               | 3,814,000     | 2,561,000 | 1,253,000           | 34.6                             | 23.2                            | 11.4                           | 4.260                 | 35.7                          | 41.9                          |

### Po druhé světové válce
|      | Střední stav obyvatelstva (poté ze začátku roku – od 1. ledna 1993) | Živě narození | Zemřelí   | Přirozený přírůstek | Hrubá míra porodnosti (na 1 000) | Hrubá míra úmrtnosti (na 1 000) | Přirozený přírůstek (na 1 000) | Úhrnná míra plodnosti | Úhrnná míra plodnosti (města) | Úhrnná míra plodnosti (venkov) | Očekávaná délka života (muži) | Očekávaná délka života (ženy) | Očekávaná délka života (celkově) | Potraty   |
| ---- | ------------------------------------------------------------------- | ------------- | --------- | ------------------- | -------------------------------- | ------------------------------- | ------------------------------ | --------------------- | ----------------------------- | ------------------------------ | ----------------------------- | ----------------------------- | -------------------------------- | --------- |
| 1946 | 98,028,000                                                          | 2,546,000     | 1,210,000 | 1,336,000           | 26.0                             | 12.3                            | 13.6                           | 2.806                 |                               |                                | 46.6                          | 55.3                          |                                  |           |
| 1947 | 98,834,000                                                          | 2,715,000     | 1,680,000 | 1,035,000           | 27.5                             | 17.0                            | 10.5                           | 2.938                 |                               |                                | 39.9                          | 49.8                          |                                  |           |
| 1948 | 99,706,000                                                          | 2,516,000     | 1,310,000 | 1,206,000           | 25.2                             | 13.1                            | 12.1                           | 2.604                 |                               |                                | 47.0                          | 56.0                          |                                  |           |
| 1949 | 101,160,000                                                         | 3,089,000     | 1,187,000 | 1,902,000           | 30.5                             | 11.7                            | 18.8                           | 3.205                 |                               |                                | 51.0                          | 59.8                          |                                  |           |
| 1950 | 102,833,000                                                         | 2,859,000     | 1,180,000 | 1,679,000           | 27.8                             | 11.5                            | 16.7                           | 2.889                 |                               |                                | 52.3                          | 61.0                          |                                  |           |
| 1951 | 104,439,000                                                         | 2,938,000     | 1,210,000 | 1,728,000           | 28.1                             | 11.6                            | 17.0                           | 2.918                 |                               |                                | 52.3                          | 60.6                          |                                  |           |
| 1952 | 106,164,000                                                         | 2,928,000     | 1,138,000 | 1,790,000           | 27.6                             | 10.7                            | 17.0                           | 2.871                 |                               |                                | 54.6                          | 62.9                          |                                  |           |
| 1953 | 107,828,000                                                         | 2,822,000     | 1,118,000 | 1,704,000           | 26.2                             | 10.4                            | 15.7                           | 2.733                 |                               |                                | 55.5                          | 63.9                          |                                  |           |
| 1954 | 109,643,000                                                         | 3,048,000     | 1,133,000 | 1,915,000           | 27.8                             | 10.3                            | 17.6                           | 2.970                 |                               |                                | 55.9                          | 64.1                          |                                  |           |
| 1955 | 111,572,000                                                         | 2,942,000     | 1,037,000 | 1,905,000           | 26.4                             | 9.3                             | 17.2                           | 2.818                 |                               |                                | 58.3                          | 66.6                          |                                  |           |
| 1956 | 113,327,000                                                         | 2,827,000     | 956,000   | 1,871,000           | 24.9                             | 8.4                             | 16.8                           | 2.731                 |                               |                                | 60.1                          | 68.8                          |                                  |           |
| 1957 | 115,035,000                                                         | 2,880,000     | 1,017,000 | 1,863,000           | 25.0                             | 8.8                             | 16.7                           | 2.750                 |                               |                                | 59.7                          | 68.4                          |                                  | 3 407 398 |
| 1958 | 116,749,000                                                         | 2,861,000     | 931,000   | 1,930,000           | 24.5                             | 8.0                             | 17.0                           | 2.689                 |                               |                                | 61.8                          | 70.4                          |                                  | 3 939 362 |
| 1959 | 118,307,000                                                         | 2,796,228     | 920,225   | 1,876,003           | 23.6                             | 7.8                             | 15.9                           | 2.58                  | 2,03                          | 3,34                           | 62.84                         | 71.14                         | 67.65                            | 4 174 111 |
| 1960 | 119,906,000                                                         | 2,782,353     | 886,090   | 1,896,263           | 23.2                             | 7.4                             | 15.8                           | 2.56                  | 2,06                          | 3,26                           | 63.67                         | 72.31                         | 68.67                            | 4 373 042 |
| 1961 | 121,586,000                                                         | 2,662,135     | 901,637   | 1,760,498           | 21.9                             | 7.4                             | 14.5                           | 2.47                  | 2,04                          | 3,08                           | 63.91                         | 72.63                         | 68.92                            | 4 759 040 |
| 1962 | 123,128,000                                                         | 2,482,539     | 949,648   | 1,532,891           | 20.2                             | 7.7                             | 12.4                           | 2.36                  | 1,98                          | 2,92                           | 63.67                         | 72.27                         | 68.58                            | 4 925 124 |
| 1963 | 124,514,000                                                         | 2,331,505     | 932,055   | 1,399,450           | 18.7                             | 7.5                             | 11.2                           | 2.31                  | 1,93                          | 2,87                           | 64.12                         | 72.78                         | 69.05                            | 5 134 100 |
| 1964 | 125,744,000                                                         | 2,121,994     | 901,751   | 1,220,243           | 16.9                             | 7.2                             | 9.7                            | 2.19                  | 1,88                          | 2,66                           | 64.89                         | 73.58                         | 69.85                            | 5 376 200 |
| 1965 | 126,749,000                                                         | 1,990,520     | 958,789   | 1,031,731           | 15.7                             | 7.6                             | 8.1                            | 2.14                  | 1,82                          | 2,58                           | 64.37                         | 73.33                         | 69.44                            | 5 463 300 |
| 1966 | 127,608,000                                                         | 1,957,763     | 974,299   | 983,464             | 15.3                             | 7.6                             | 7.7                            | 2.13                  | 1,85                          | 2,58                           | 64.29                         | 73.55                         | 69.51                            | 5 322 500 |
| 1967 | 128,361,000                                                         | 1,851,041     | 1,017,034 | 834,007             | 14.4                             | 7.9                             | 6.5                            | 2.03                  | 1,79                          | 2,46                           | 64.02                         | 73.43                         | 69.30                            | 5 005 000 |
| 1968 | 129,037,000                                                         | 1,816,509     | 1,040,096 | 776,413             | 14.1                             | 8.1                             | 6.0                            | 1.98                  | 1,75                          | 2,44                           | 63.73                         | 73.56                         | 69.26                            | 4 872 900 |
| 1969 | 129,660,000                                                         | 1,847,592     | 1,106,640 | 740,952             | 14.2                             | 8.5                             | 5.7                            | 1.99                  | 1,78                          | 2,44                           | 63.07                         | 73.29                         | 68.74                            | 4 751 100 |
| 1970 | 130,252,000                                                         | 1,903,713     | 1,131,183 | 772,530             | 14.6                             | 8.7                             | 5.9                            | 2.00                  | 1,77                          | 2,52                           | 63.07                         | 73.44                         | 68.86                            | 4 837 700 |
| 1971 | 130,934,000                                                         | 1,974,637     | 1,143,359 | 831,278             | 15.1                             | 8.7                             | 6.3                            | 2.02                  | 1,80                          | 2,60                           | 63.24                         | 73.77                         | 69.12                            | 4 838 749 |
| 1972 | 131,687,000                                                         | 2,014,638     | 1,181,802 | 832,836             | 15.3                             | 9.0                             | 6.3                            | 2.03                  | 1,81                          | 2,59                           | 63.24                         | 73.62                         | 69.02                            | 4 765 900 |
| 1973 | 132,434,000                                                         | 1,994,621     | 1,214,204 | 780,417             | 15.1                             | 9.2                             | 5.9                            | 1.96                  | 1,75                          | 2,55                           | 63.28                         | 73.56                         | 69.00                            | 4 747 037 |
| 1974 | 133,217,000                                                         | 2,079,812     | 1,222,495 | 857,317             | 15.6                             | 9.2                             | 6.4                            | 2.00                  | 1,78                          | 2,63                           | 63.12                         | 73.77                         | 68.99                            | 4 674 050 |
| 1975 | 134,092,000                                                         | 2,106,147     | 1,309,710 | 796,437             | 15.7                             | 9.8                             | 5.9                            | 1.97                  | 1,76                          | 2,64                           | 62.48                         | 73.23                         | 68.35                            | 4 670 700 |
| 1976 | 135,026,000                                                         | 2,146,711     | 1,352,950 | 793,761             | 15.9                             | 10.0                            | 5.9                            | 1.96                  | 1,74                          | 2,62                           | 62.19                         | 73.04                         | 68.10                            | 4 757 055 |
| 1977 | 135,979,000                                                         | 2,156,724     | 1,387,986 | 768,738             | 15.9                             | 10.2                            | 5.7                            | 1.92                  | 1,72                          | 2,58                           | 61.82                         | 73.19                         | 67.97                            | 4 686 063 |
| 1978 | 136,922,000                                                         | 2,179,030     | 1,417,377 | 761,653             | 15.9                             | 10.4                            | 5.6                            | 1.90                  | 1,70                          | 2,55                           | 61.83                         | 73.23                         | 68.01                            | 4 656 057 |
| 1979 | 137,758,000                                                         | 2,178,542     | 1,490,057 | 688,485             | 15.8                             | 10.8                            | 5.0                            | 1.87                  | 1,67                          | 2,54                           | 61.49                         | 73.02                         | 67.73                            | 4 544 040 |
| 1980 | 138,483,000                                                         | 2,202,779     | 1,525,755 | 677,024             | 15.9                             | 11.0                            | 4.9                            | 1.87                  | 1,68                          | 2,51                           | 61.38                         | 72.96                         | 67.70                            | 4 506 249 |
| 1981 | 139,221,000                                                         | 2,236,608     | 1,524,286 | 712,322             | 16.1                             | 10.9                            | 5.1                            | 1.88                  | 1,69                          | 2,55                           | 61.61                         | 73.18                         | 67.92                            | 4 400 676 |
| 1982 | 140,067,000                                                         | 2,328,044     | 1,504,200 | 823,844             | 16.6                             | 10.7                            | 5.9                            | 1.96                  | 1,76                          | 2,63                           | 62.24                         | 73.64                         | 68.38                            | 4 462 825 |
| 1983 | 141,056,000                                                         | 2,478,322     | 1,563,995 | 914,327             | 17.6                             | 11.1                            | 6.5                            | 2.11                  | 1,89                          | 2,76                           | 62.15                         | 73.41                         | 68.15                            | 4 317 729 |
| 1984 | 142,061,000                                                         | 2,409,614     | 1,650,866 | 758,748             | 17.0                             | 11.6                            | 5.3                            | 2.06                  | 1,86                          | 2,69                           | 61.71                         | 72.96                         | 67.67                            | 4 361 959 |
| 1985 | 143,033,000                                                         | 2,375,147     | 1,625,266 | 749,881             | 16.6                             | 11.4                            | 5.2                            | 2.05                  | 1,87                          | 2,68                           | 62.72                         | 73.23                         | 68.33                            | 4 552 443 |
| 1986 | 144,156,000                                                         | 2,485,915     | 1,497,975 | 987,940             | 17.2                             | 10.4                            | 6.9                            | 2.18                  | 1,98                          | 2,83                           | 64.77                         | 74.22                         | 69.95                            | 4 579 400 |
| 1987 | 145,386,000                                                         | 2,499,974     | 1,531,585 | 968,389             | 17.2                             | 10.5                            | 6.7                            | 2.23                  | 2,04                          | 2,88                           | 64.83                         | 74.26                         | 69.96                            | 4 385 627 |
| 1988 | 146,505,000                                                         | 2,348,494     | 1,569,112 | 779,382             | 16.0                             | 10.7                            | 5.3                            | 2.14                  | 1,96                          | 2,80                           | 64.61                         | 74.25                         | 69.81                            | 4 608 953 |
| 1989 | 147,342,000                                                         | 2,160,559     | 1,583,743 | 576,816             | 14.7                             | 10.7                            | 3.9                            | 2.02                  | 1,83                          | 2,75                           | 64.20                         | 74.50                         | 69.73                            | 4 427 713 |
| 1990 | 147,969,000                                                         | 1,988,858     | 1,655,993 | 332,865             | 13.4                             | 11.2                            | 2.3                            | 1.89                  | 1.70                          | 2.60                           | 63.76                         | 74.32                         | 69.36                            | 4 103 425 |
| 1991 | 148,394,000                                                         | 1,794,626     | 1,690,657 | 103,969             | 12.1                             | 11.4                            | 0.7                            | 1.73                  | 1.53                          | 2.45                           | 63.41                         | 74.23                         | 69.11                            | 3 608 421 |
| 1992 | 148,538,000                                                         | 1,587,644     | 1,807,441 | -219,797            | 10.7                             | 12.2                            | -1.5                           | 1.55                  | 1.35                          | 2.22                           | 61.96                         | 73.71                         | 67.98                            | 4 436 695 |
| 1993 | 148,561,694                                                         | 1,378,983     | 2,129,339 | -750,356            | 9.3                              | 14.3                            | -5.1                           | 1.37                  | 1.20                          | 1.95                           | 58.80                         | 71.85                         | 65.24                            | 3 243 957 |
| 1994 | 148,355,867                                                         | 1,408,159     | 2,301,366 | -893,207            | 9.5                              | 15.5                            | -6.0                           | 1.39                  | 1.24                          | 1.92                           | 57.38                         | 71.07                         | 63.93                            | 3 060 237 |
| 1995 | 148,459,937                                                         | 1,363,806     | 2,203,811 | -840,005            | 9.2                              | 14.9                            | -5.7                           | 1.34                  | 1.19                          | 1.82                           | 58.11                         | 71.60                         | 64.62                            | 2 766 362 |
| 1996 | 148,291,638                                                         | 1,304,638     | 2,082,249 | -777,611            | 8.8                              | 14.1                            | -5.2                           | 1.27                  | 1.14                          | 1.71                           | 59.61                         | 72.41                         | 65.89                            | 2 652 038 |
| 1997 | 148,028,613                                                         | 1,259,943     | 2,015,779 | -755,836            | 8.5                              | 13.6                            | -5.1                           | 1.22                  | 1.10                          | 1.62                           | 60.84                         | 72.85                         | 66.79                            | 2 498 716 |
| 1998 | 147,802,133                                                         | 1,283,292     | 1,988,744 | -705,452            | 8.7                              | 13.5                            | -4.8                           | 1.23                  | 1.11                          | 1.64                           | 61.19                         | 73.12                         | 67.14                            | 2 346 138 |
| 1999 | 147,539,426                                                         | 1,214,689     | 2,144,316 | -929,627            | 8.3                              | 14.6                            | -6.3                           | 1.16                  | 1.04                          | 1.53                           | 59.86                         | 72.42                         | 65.99                            | 2 181 153 |
| 2000 | 146,890,128                                                         | 1,266,800     | 2,225,332 | -958,532            | 8.6                              | 15.2                            | -6.5                           | 1.20                  | 1.09                          | 1.55                           | 58.99                         | 72.25                         | 65.38                            | 2 138 800 |
| 2001 | 146,303,611                                                         | 1,311,604     | 2,254,856 | -943,252            | 9.0                              | 15.4                            | -6.5                           | 1.22                  | 1.12                          | 1.56                           | 58.88                         | 72.16                         | 65.30                            | 2 114 700 |
| 2002 | 145,649,334                                                         | 1,396,967     | 2,332,272 | -935,305            | 9.6                              | 16.1                            | -6.4                           | 1.29                  | 1.19                          | 1.63                           | 58.63                         | 71.89                         | 65.02                            | 1 944 481 |
| 2003 | 144,963,650                                                         | 1,477,301     | 2,365,826 | -888,525            | 10.2                             | 16.4                            | -6.1                           | 1.32                  | 1.22                          | 1.67                           | 58.50                         | 71.84                         | 64.92                            | 1 864 647 |
| 2004 | 144,333,586                                                         | 1,502,477     | 2,295,402 | -792,925            | 10.4                             | 16.0                            | -5.5                           | 1.34                  | 1.25                          | 1.66                           | 58.85                         | 72.31                         | 65.30                            | 1 797 567 |
| 2005 | 143,801,046                                                         | 1,457,376     | 2,303,935 | -846,559            | 10.2                             | 16.1                            | -5.9                           | 1.29                  | 1.20                          | 1.59                           | 58.85                         | 72.41                         | 65.33                            | 1 675 693 |
| 2006 | 143,236,582                                                         | 1,479,637     | 2,166,703 | -687,066            | 10.4                             | 15.2                            | -4.8                           | 1.30                  | 1.20                          | 1.61                           | 60.33                         | 73.24                         | 66.65                            | 1 582 398 |
| 2007 | 142,862,692                                                         | 1,610,122     | 2,080,445 | -470,323            | 11.3                             | 14.6                            | -3.3                           | 1.41                  | 1.28                          | 1.80                           | 61.33                         | 73.90                         | 67.59                            | 1 479 010 |
| 2008 | 142,742,368                                                         | 1,713,947     | 2,075,954 | -362,007            | 12.1                             | 14.6                            | -2.6                           | 1.49                  | 1.37                          | 1.91                           | 61.78                         | 74.18                         | 67.98                            | 1 385 600 |
| 2009 | 142,785,344                                                         | 1,761,687     | 2,010,543 | -248,856            | 12.4                             | 14.2                            | -1.8                           | 1.54                  | 1.42                          | 1.94                           | 62.73                         | 74.70                         | 68.79                            | 1 292 389 |
| 2010 | 142,849,472                                                         | 1,789,623     | 2,030,963 | -241,340            | 12.5                             | 14.2                            | -1.7                           | 1.57                  | 1.44                          | 1.98                           | 62.95                         | 74.79                         | 68.93                            | 1 186 108 |
| 2011 | 142,860,908                                                         | 1,796,629     | 1,925,720 | -129,091            | 12,6                             | 13,5                            | -0.9                           | 1.58                  | 1.44                          | 2.06                           | 64.3                          | 76.1                          | 70.3                             | 1 124 880 |
| 2012 | 143,056,383                                                         | 1,902,084     | 1,906,335 | -4,251              | 13.3                             | 13.3                            | 0.0                            | 1.69                  | 1.54                          | 2.22                           |                               |                               |                                  | 1 063 982 |
| 2013 | 143,347,959                                                         | 1,895,822     | 1,871,809 | 24,013              | 13.3                             | 13.0                            | 0.3                            | 1.71                  | 1.55                          | 2.26                           |                               |                               |                                  | 1 012 399 |
| 2014 | 143,666,931                                                         | 1,942,683     | 1,912,347 | 30,336              | 13.3                             | 13.0                            | 0.3                            | 1.75                  | 1.59                          | 2.32                           |                               |                               |                                  | 929 963   |
| 2015 | 146,267,288                                                         | 1,940,579     | 1,908,541 | 32,038              | 13.3                             | 13.1                            | 0.2                            | 1.78                  | 1.68                          | 2.11                           |                               |                               |                                  | 848 180   |
| 2016 | 146,544,710                                                         | 1,888,729     | 1,891,015 | -2,286              | 12.9                             | 12.9                            | -0.0                           | 1.76                  | 1.67                          | 2.06                           |                               |                               |                                  | 836 611   |
| 2017 | 146,804,374                                                         | 1,690,307     | 1,826,125 | -135,818            | 11.5                             | 12.4                            | -0.9                           | 1.62                  | 1.53                          | 1.92                           |                               |                               |                                  | 779 848   |
| 2018 | 146,880,432                                                         | 1,604,344     | 1,828,910 | -224,566            | 10.9                             | 12.5                            | -1.6                           | 1.58                  | 1.49                          | 1.87                           |                               |                               |                                  | 661 045   |
| 2019 | 146,780,720                                                         | 1,481,074     | 1,798,307 | -317,233            | 10.1                             | 12.3                            | -2.2                           | 1.50                  | 1.43                          | 1.75                           |                               |                               |                                  | 621 652   |
| 2020 | 146,170,015                                                         | 1,436,514     | 2,138,586 | -702,072            | 9.8                              | 14.6                            | -4.8                           | 1.51                  | 1.43                          | 1.74                           |                               |                               |                                  | 553 500   |
| 2021 | 145,557,576                                                         | 1,398,253     | 2,441,594 | -1,043,341          | 9.6                              | 16.8                            | -7.2                           | 1.51                  | 1.44                          | 1.73                           |                               |                               |                                  | 490 419   |
| 2022 | 146,424,729                                                         | 1,304,087     | 1,898,644 | -594,557            | 8.9                              | 13.0                            | -4.1                           | 1.42                  | 1.36                          | 1.59                           |                               |                               |                                  |           |
| 2023 | 146,325,519                                                         | 1,264,938     | 1,760,172 | -495,234            | 8.7                              | 12.0                            | -3.3                           | 1.41                  |                               |                                |                               |                               |                                  |           |